# Атабекова, Олмосхан
Олмосхан (Ольмосхан, Ольмасхан, Ульмасхан) Атабекова (1922, с. Кок-Айдар, Андижанский уезд, Ферганская область — 1987, Базар-Курганский район, Ошская область, Киргизская ССР) — советский работник сельского хозяйства, хлопкороб, Герой Социалистического Труда (1957).

## Биография
Родилась в 1922 году в селе Кок-Айдар Андижанского уезда Ферганской области Туркестанской АССР (ныне — Базар-Коргонского района Джалал-Абадской области Кыргызстана) в семье крестьянина-бедняка. Киргизка.
Комсомолка Ульмасхан Атабекова в начале 1944 года работала секретарем Базар-Курганского райкома комсомола. Выступая на областном слете молодых стахановцев сельского хозяйства, просила освободить её от должности и направить звеньевой молодёжного звена в поле. Её направили в колхоз «Кызыл-Ай», и она с честью выполнила своё обязательство, получив по 43 центнера хлопка с каждого гектара при плане 9,5 центнера.
С 1953 года — председатель колхоза имени М. В. Фрунзе Базар-Курганского района Джалал-Абадской (с 1959 года — Ошской) области Киргизской ССР.
Член ЦК Компартии Киргизии. Депутат Верховного Совета СССР 5-го созыва (1958—1962), Верховного Совета Киргизской ССР 4-го (1955—1959), 8-го (1971—1975), 9-го (1975—1980) созывов.
Жила в Базар-Курганском районе Ошской (ныне — Джалал-Абадской) области.
Умерла в 1987 году.

## Награды
- Герой Социалистического Труда — Указом Президиума Верховного Совета СССР от 15 февраля 1957 года за выдающиеся успехи, достигнутые в деле увеличения производства сахарной свеклы, хлопка и продуктов животноводства, широкое применение достижений науки и передового опыта в возделывании хлопчатника, сахарной свеклы и получение высоких и устойчивых урожаев этих культур[1].
- Кавалер многих орденов и медалей.

## Память
- В 2002 году была выпущена почтовая марка Киргизии, посвященная Атабековой.[2]
- Один из горных пиков Памира назван именем Атабековой.[3]